# Blandy (Essonne)
 Blandy  es una población y comuna francesa, en la región de Isla de Francia, departamento de Essonne, en el distrito de Étampes y cantón de Méréville.

## Demografía
| 152 | 136 | 117 | 108 | 104 | 104 |
| Para los censos de 1962 a 1999 la población legal corresponde a la población sin duplicidades (Fuente: INSEE [Consultar]) |     |     |     |     |     |